# A Love Sublime
Pour plus de détails, voir Fiche technique et Distribution.
A Love Sublime est un film américain de Tod Browning et Wilfred Lucas, sorti en 1917.

## Synopsis
Film perdu.[réf. souhaitée]

## Fiche technique
- Titre : A Love Sublime
- Réalisation : Tod Browning et Wilfred Lucas
- Scénario : Samuel Hopkins Adams, Tod Browning et Wilfred Lucas
- Pays d'origine : États-Unis
- Format : Noir et blanc — 35 mm — 1,33:1 — Muet
- Genre : drame
- Date de sortie : 1917

## Distribution
- Wilfred Lucas : Philip
- Carmel Myers : Toinette
- F.A. Turner : le professeur
- Alice Wilson : la sculptrice
- George Beranger : son mari
- Mildred Harris : Eurydice
- Bert Woodruff : le docteur